# Maria Dorothea de Württemberg
Maria Dorothea Luise Wilhelmine Caroline de Württemberg (1 noiembrie 1797 – 30 martie 1855) a fost fiica Ducelui Louis de Württemberg (1756–1817) și a soției acestuia, Prințesa Henriette de Nassau-Weilburg.

## Biografie

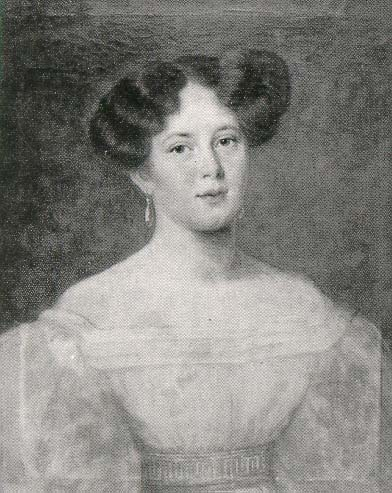
Ducesa Maria Dorothea von Württemberg în 1818, cu un an înainte de căsătorie.

Maria Dorothea a fost cel mai mare copil din cei cinci ai Ducelui Louis de Württemberg și a celei de-a doua soții, Prințesa Henriette de Nassau-Weilburg. S-a născut la Pokój, Silezia (astăzi Polonia).
Pe linie paternă a fost stră-strănepoata regelui Frederic Wilhelm I al Prusiei. Pe linie maternă a fost stră-strănepoata regelui George al II-lea al Marii Britanii. Fratele ei, Alexandru, a fost bunicul lui Mary de Teck, viitoarea regină consort a regelui George al V-lea al Regatului Unit.
A fost a treia soție a Arhiducelui Joseph, Palatin al Ungariei cu care s-a căsătorit la 24 august 1819. Cuplul a avut cinci copii.